# Саламон, Саймон
Са́ймон Монтегю́ Сала́мон (англ. Simon Montague Salamon) — великобританский математик, дифференциальный геометр. Профессор геометрии в Королевском колледже Лондона.

## Биография
Саламон получил степень доктора философии (англ. D.Phil.) в 1980 году в Оксфорде, его научным руководителем был Найджел Хитчин. Темa его диссертации — Quaternionic manifolds. В 1979—1981 годах работал в университете Мэриленда, в 1981—1983 в пизанской Высшей нормальной школе, в 1983—1984 в Институте перспективных исследований в Принстоне. С 1984 по 2000 год был лектором в Оксфорде, после чего получил пост ординарного профессора в Туринском политехникуме. Эту позицию он занимал до 2011 года (будучи в 2003—2004 году также лектором в лондонском Имперском колледже), после чего получил аналогичный пост в Королевском колледже. В 2013—2017 годах служил деканом математического департамента Королевского колледжа.
Работал главным редактором журнала EMS Surveys in Mathematical Sciences, покинул этот пост в 2017 году в связи со скандалом, вызванным публикацией в этом журнале жульнических статей Ярослава Сергеева.

## Учёные изыскания
Становление Саламона как учёного происходило на фоне стремительного прогресса четырёхмерной геометрии, вызванного к жизни трудами Атьи, Пенроза, Хитчина (бывшего учителем Саламона) и других, а также сопутствующего развития четырёхмерной топологии. Это во многом определило научные интересы не только его, но всего того поколения геометров (например таких как Лебрюн или Брайант).
Версия диссертации Саламона была напечатана в 1982 году в Inventiones Mathematicae под заголовком Quaternionic Kähler manifolds, и является основополагающей для кватернионно-кэлеровой геометрии. Именно, Саламон обобщил конструкцию твисторов Пенроза для четырёхмерных римановых многообразий на произвольные кватернионно-кэлеровы многообразия (то есть римановы многообразия, голономия которых равняется {\displaystyle \mathrm {Sp} (n)\mathrm {Sp} (1)}). Вопреки названию, такие многообразия не являются кэлеровыми и даже комплексными; однако они допускают подрасслоение ранга три в расслоении эндоморфизмов касательного расслоения, которое локально в окрестности каждой точки имеет базис из трёх кэлеровых комплексных структур, коммутирующих как единичные кватернионы. Расслоение единичных сфер в этом трёхмерном расслоении допускает, как показал Саламон, естественную структуру комплексного многообразия. В случае, когда голономия не равняется всей группе {\displaystyle \mathrm {Sp} (n)\mathrm {Sp} (1)}, a её собственной подгруппе {\displaystyle \mathrm {Sp} (n)} (то есть многообразие является гиперкэлеровым), пространство твисторов допускает голоморфную проекцию на слой твисторного расслоения. Верно и обратное: такая проекция давала бы глобально определённые три комплексные структуры, то есть гиперкэлерову структуру; так что в общем случае такой проекции быть не может. Также Саламон доказал, что если кватернионно-кэлерово многообразие имеет постоянную ненулевую скалярную кривизну, то его твисторное пространство допускает голоморфную контактную структуру.
В 1985 году Саламон применил твисторную теорию к построению гармонических отображений из римановых поверхностей в четырёхмерные многообразия в статье Twistorial construction of harmonic maps of surfaces into four-manifolds, написанной в соавторстве с Иллсом. Всякая ориентированая поверхность {\displaystyle S} в четырёхмерном римановом многообразии {\displaystyle X} естественным образом подымается в его твисторное расслоение: касательная плоскость {\displaystyle T_{x}S\subset T_{x}X} устанавливает разложение {\displaystyle T_{x}X=T_{x}S\oplus \nu _{x}S} четырёхмерного пространства на две перпендикулярные плоскости. Ориентация определяет в каждой из них поворот на 90°, а вместе они задают комплексную структуру на этом четырёхмерном пространстве. На твисторном расслоении четырёхмерного многообразия имеются две весьма несходные почти комплексные структуры: одна из них это классические твисторы Пенроза, а другая — твисторы Иллса — Саламона, отличающаяся от твисторов Пенроза ориентацией вдоль слоя. Эта почти комплексная структура, в отличие от твисторов Пенроза, никогда не интегрируема, зато гармонические поверхности подымаются в неё как голоморфные кривые.
Совместная работа Саламона с Брайантом On the construction of some complete metrics with exceptional holonomy 1989 года была важным шагом в изучении {\displaystyle \mathrm {G} _{2}}-многообразий. Как известно, на тотальном пространстве кокасательного расслоения ко всякому многообразию можно определить симплектическую форму. О ней можно думать как об обобщении кососимметрической 2-формы {\displaystyle \omega } на векторном пространстве {\displaystyle V\oplus V^{*}}, заданной как {\displaystyle \omega (u\oplus \alpha ,v\oplus \beta )=\alpha (v)-\beta (u)} (здесь {\displaystyle V} — произвольное векторное пространство). Аналогично можно задать кососимметрическую 3-форму {\displaystyle \eta } на векторном пространстве {\displaystyle V\oplus \Lambda ^{2}V^{*}} как {\displaystyle \eta (u+\alpha ,v+\beta ,w+\gamma )=\alpha (v,w)+\beta (w,u)+\gamma (u,v)}. Если {\displaystyle \dim V=4} и на нём выбрано положительно определённое скалярное произведение, то имеет место распадение {\displaystyle \Lambda ^{2}V^{*}=\Lambda ^{2,+}\oplus \Lambda ^{2,-}} на два собственных подпространства звёздочки Ходжа этого скалярного произведения. Ограничивая форму {\displaystyle \eta } на {\displaystyle V\oplus \Lambda ^{2,+}}, имеем 3-форму на семимерном пространстве. Если к ней прибавить форму объёма на трёхмерном пространстве {\displaystyle \Lambda ^{2,+}}, получится 3-форма из определения {\displaystyle \mathrm {G} _{2}}-структуры. Модифицируя эту конструкцию для нелинейной ситуации, можно построить {\displaystyle \mathrm {G} _{2}}-структуру на окрестности нулевого сечения тотального пространства собственного подрасслоения звёздочки Ходжа на эйнштейновом четырёхмерном многообразии с самодвойственным тензором Вейля (например круглой {\displaystyle S^{4}} или {\displaystyle \mathbb {C} \mathrm {P} ^{2}} с метрикой Фубини — Штуди. Нулевое сечение в такой метрике будет, как и в линейном случае, коассоциативным подмногообразием. Близкая по духу конструкция, содержащаяся в той же статье, производит {\displaystyle \mathrm {G} _{2}}-структуру на окрестности нулевого сечения спинорного расслоения над трёхмерным многообразием постоянной секционной кривизны, в которой нулевое сечение будет, напротив, ассоциативным.
Также Саламон имеет работы в области геометрии других экзотических голономий, спиноров, нильмногообразий, а также применению алгебраической и комбинаторной геометрии к проблемам квантовой информации, математического программного обеспечения и визуализации.